# Gilbert de Clare, VI conde de Hertford
Gilbert de Clare, VI conde de Hertford, VII conde de Gloucester, III señor de Glamorgan, IX señor de Clare (2 de septiembre de 1243-7 de diciembre de 1295) fue un poderoso noble inglés. También conocido como Gilbert de Clare “El Rojo” o "El Conde Rojo", probablemente por el color de su pelo o su ferocidad en la batalla. Poseyó el señorío de Glamorgan, uno de los más poderosos y pudientes de las marcas señoriales de Gales, contando además con unas doscientas mansiones inglesas.

## Linaje
Gilbert de Clare nació en Christchurch, Hampshire, como hijo de Richard de Clare, conde de Hertford y Gloucester, y Maud de Lacy, condesa de Lincoln, hija a su vez de John de Lacy  y Margaret de Quincy. Gilbert heredó las tierras de su padre en 1262; tomando los títulos correspondientes, incluido el señorío de Glamorgan, en 1263. Como era menor de edad en al morir su padre, Humphrey de Bohun, II conde de Hereford, actuó como guardián de Gilbert.

## Masacre de los judíos en Canterbury
En abril de 1264, Gilbert de Clare  lideró la masacre de judíos en Canterbury, imitando lo que hizo Simon de Montfort en  Leicester. Los castillos del conde en Kingston y Tonbridge fueron tomados por el rey Enrique III. El rey no retuvo a Alice de Lusignan, entonces esposa del conde, por ser su sobrina; pero el 12 de mayo de Clare y de Montfort fueron declarados traidores.

## La batalla de Lewes
Dos días después, antes de la batalla de Lewes, el 14 de mayo, Simon de Montfort nombró caballeros al conde y a su hermano Thomas. Gilbert comandó la división central del ejército de los barones, que se situó en la llanura al oeste de Lewes. Cuando el príncipe Eduardo había abandonado el campo para perseguir al flanco izquierdo del ejército rival, el rey y el conde de Cornualles fueron capturados. Enrique se refugió en el Priorato de San Pancracio, y Gilbert aceptó la rendición del conde de Cornualles, quien fue encontrado en un molino. Montfort y el conde eran ahora el poder supremo, y de Montfort ejercía como rey de facto.

## Excomunión

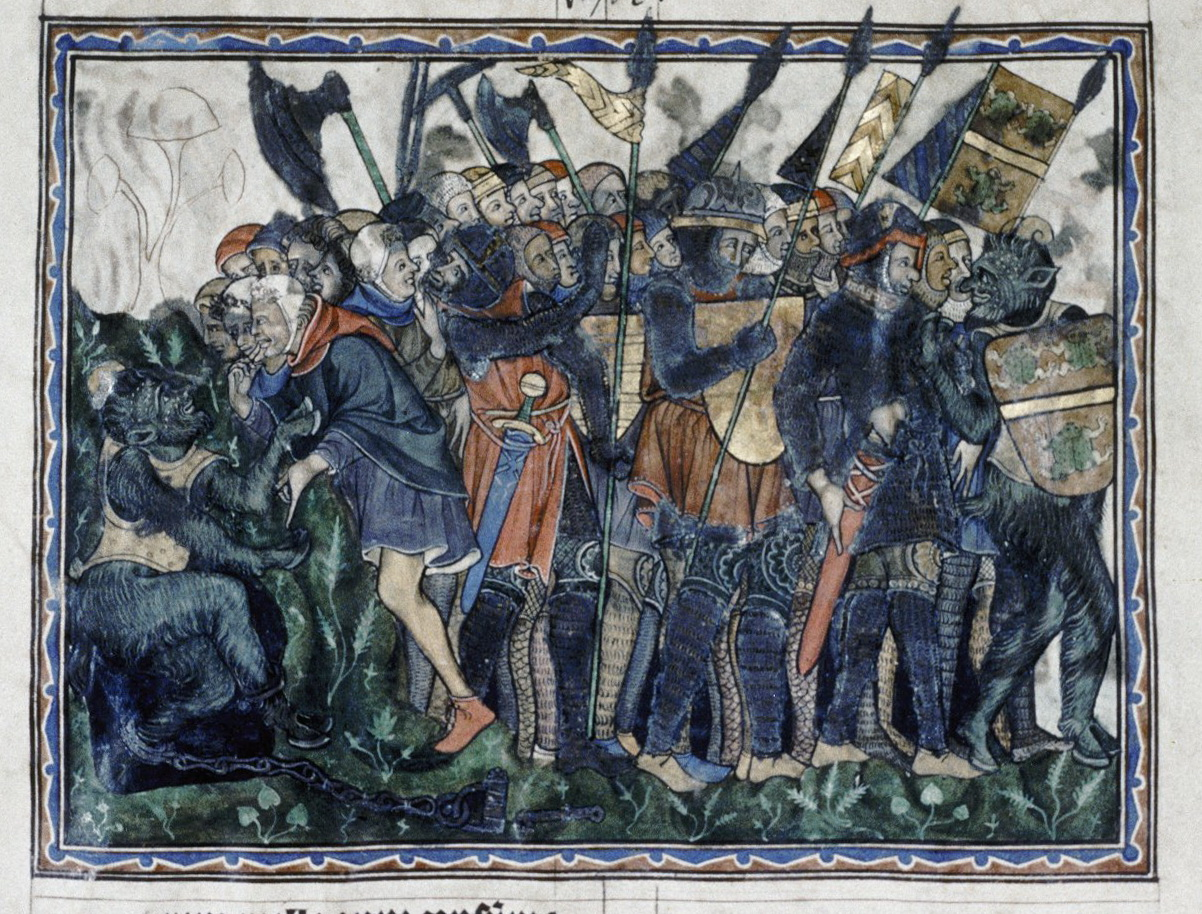
Imagen referencial

El 20 de octubre de 1264, Gilbert y sus aliados fue excomulgados por el Papa Clemente IV, y fueron puestos bajo interdicto.[cita requerida] Al mes siguiente, cuando tomó posesión de Gloucester y Bristol, el conde fue declarado rebelde. En cualquier caso Gilbert se alejó de Monfort y cambió de bando, así que para prevenir la huida de Montfort tuvo que destrozar sus barcos en Bristol y el puente sobre el río Severn en Gloucester.[cita requerida] Tras este cambio de Postura, de Clare compartió la victoria con el príncipe en Kenilworth el 16 de julio. En la batalla de Evesham, el 4 de agosto, donde Montfort murió, el comandó en la segunda división y aportó fuertemente a la victoria.[cita requerida] El 24 de junio de 1268 se le absolvió en Northampton por el arrepentimiento de sus fechorías pasadas.[cita requerida]

## Actividades como señor de las Marcas
En octubre de 1265, como recompensa por apoyar al príncipe Eduardo, Gilbert se le concedieron los castillos de Abergavenny y Brecon con sus respectivos honores. En Michaelmas sus disputas con Llewelyn el Último fueron puestas bajo arbitraje, sin una sentencia clara. Mientras tanto, mandó convertir el castillo de Caerphilly en una fortaleza. A finales de 1268,  rehusó obedecer la orden real de responder ante el parlamento, alegando que precisaba estar en Gales, para defender sus tierras, en vista de las amenazas de Llewelyn el Último. A la muerte de Enrique III, 16 de noviembre de 1272, el conde dirigió el juramento de fideliad a Eduardo I, que estaba en Sicilia regresando de la cruzada. Al día siguiente, con el arzobispo de York, el entró en Londres y proclamó la paz a todos, cristianos y judíos, y por primera vez, garantizó el reconocimiento de los derechos del hijo mayor del rey a sucederle. Después se convirtió en Guardián de Inglaterra en ausencia del rey, y a la llegada de este en agosto de 1274, le agasajó en el castillo de Tonbridge.

## La guerra galesa de 1282
Durante la invasión de Gales in 1282 del rey Eduardo, de Clare insistió en liderar un ataque en Gales. El rey Eduardo nombró a Gilbert comandante del ejército invasor del sur de Gales. No obstante, el ejército de Clare sufrió un desastre tras una importante derrota en la batalla de Llandeilo Fawr. Después de ese evento, fue relevado de su cargo y reemplazado por William de Valence, I conde de Pembroke (cuyo hijo murió en la batalla).

## Guerra privada
Al año siguiente, 1291, entró en una querella con el conde de Hereford, Humphrey de Bohun, III conde de Hereford, nieto de su antiguo guardián, sobre el señorío de Brecon, donde de Bohun acusó a de Clare de construir un castillo en sus tierras, entrando en guerra. Aunque los señores de las marcas tenían derecho a emprender guerras privadas, el rey hizo ver sus derechos en este caso, primero siendo convocados ante un tribunal de sus iguales, y cuando la cayó en que la sentencia no sería imparcial, fueron llamados ante el propio rey. Fueron encarcelados y se les embargó sus tierras de por vida; además, el conde de Gloucester, como agresor, pagó una multa de 10.000 marcos y Hereford fue multado con 1.000 marcos. De manera inmediata fueron liberados y se les restituyeron sus tierras, pero ambos habían sufrido una humillación pública y perdieron su prestigio, mientras que el rey demostró su autoridad.

## Matrimonio y sucesión
La primera esposa de Gilberte fue Alice de Lusignan, también llamada Alice de Valence, hija de Hugo XI de Lusignan, cuya familia sucedió a los Marshal como condes de Pembroke a través de William de Valence, I conde de Pembroke. Se casaron en 1253, cuando Gilbert tenía diez años. Ella petenecía a la alta élite, como sobrina del rey Enrique, pero su matrimonio fracasó. Gilbert y Alice se separaron en 1267; alegando el afecto desmedido de Alice con su primo, el príncipe Eduardo. Antes de esto, Gilbert y Alice habían tenido dos hijas: 
- Isabella de Clare (10 de marzo de 1262-1333), después de un matrimonio plantedo con Guy de Beauchamp, X conde de Warwick, quizás celebrado y anulado, se casó con Maurice de Berkeley, II Barón Berkeley.
- Joan de Clare (1264- después de 1302), casada con Donnchadh III, conde de Fife; y más tarde con Gervase Avenel.

Después de la anulación en 1285, Gilbert se casó con Juana de Acre (1272-23 de abril de 1307), hija del rey Eduardo I de Inglaterra y su primera esposa Leonor de Castilla. Este era un plan del rey para acercar a la corona. Según las cláusulas del contrato matrimonial, sus posesiones y las extensas tierras de Gilbert solo podrían ser heredadas por un descendiente directo, y si el matrimonio no daba estos descendientes, estas pasarían a los nacidos de un futuro matrimonio de Juana.
El 3 de julio de 1290, el conde celebró un gran banquete en Clerkenwell para celebrar la boda con Juana de Acre el 30 de abril de 1290, después de la aprobación del papa. Entonces Eduardo le dio a Gilbert diversos estados, incluyendo uno en Malvern; por cuyos derechos de caza se produjo un conflicto armado con Humphrey de Bohun, III conde de Hereford, que Eduardo resolvó. Gilbert hizo regalos al Priorato, y también tuvo una gran disputa por los derechos de caza y una zanja excavada con Thomas de Cantilupe, obispo de Hereford, resueltos a través de costosos litigios. Gilbert tuvo un conflicto similar con Godfrey Giffard, Arzobispo y Administrador de la Catedral de Worcester (anteriormente Canciller de Inglaterra. Godfrey, quien tuvo grandes tierras por el priorato, tuvo disputas judiciales por el Priorato de Malvern, resueltas por el canciller Robert Burnell. Después de esto, se dice que Gilbert y Joan marcharon a Tierra Santa. En septiembre, él fue uno de los barones que firmó la carta al papa, y el dos de noviembre, entregó al rey sus derechos al patronazgo del obispado de Llandaff.
Gilbert y Juana tuvieron un hijo y tres hijas: Gilbert, Eleanor, Margaret y Elizabeth. Gilbert (1291-1314) sucedió a su padre, y sustentó sus títulos hasta su asesinato en la batalla de Bannockburn. Eleanor de Clare (1292–1337) se casó con Hugo Despenser el Joven, favorito de su tío Eduardo II. Hugo fue ejecutado en 1326, y Eleanor se volvió a casar con William de la Zouche. Margaret de Clare (1293–1342) se casó en primer lugar Piers Gaveston (ejecutado en 1312) y entonces con Hugh de Audley. La menor, Elizabeth de Clare (1295-1360), se casó con John de Burgh en 1308 en la Abadía de Waltham, más tarde con Theobald de Verdun en 1316, y finalmente con Roger d'Amory en 1317; sobrevivió a todos sus maridos y tuvo un hijo de cada uno.

## Muerte y entierro
Murió en el castillo de Monmouth el 7 de diciembre de 1295, y fue enterrado en la abadía de Tewkesbury, a la izquierda de su abuelo, Gilbert de Clare. Sus tierras fueron gestionadas por su viuda, Juana de Acre, hasta su fallecimiento en 1307. Gilbert y Juana tuvieron una descendiente llamada Ursula Hildyard de Yorkshire, casada en 1596 con (Sir) Richard Jackson de Killingwoldgraves, cerca Beverley en el East Riding.[cita requerida] Jackson murió en 1610 y fue enterrado en Bishop Burton. En 1613, Jacobo I le concedió póstumamente a Richard un escudo de armas y le nombró caballero por méritos militares en las Tierras Bajas de Escocia.